# Morgen (román film)
A Morgen egy 2010-es román–magyar film, amelyet Marian Crișan rendezett. Főszereplők Hatházi András és a török Yilmaz Yalcin.

## Cselekménye
|  | Alább a cselekmény részletei következnek! |

A negyvenes éveiben járó Nelu biztonsági őrként dolgozik egy nagyszalontai közértben. Élete eseménytelen, horgászik, dolgozik, estéit együtt tölti határmenti tanyáján feleségével. Nelu szeretné a ház tetejét felújítani, de nincs rá pénze. Egy nap horgászás közben találkozik egy török illegális bevándorlóval, akit hazavisz. A török pénzt ad neki, hogy juttassa el Németországba a családjához. Nelu csak halogatja a dolgot, minden nap csak annyit mond, hogy morgen, vagyis majd másnap. A pénzből felújítja a tetőt, majd saját szervezésben megpróbálja Magyarországra juttatni Behrant. Több sikertelen kísérlet után a román határőrök elfogják a törököt, de nem akarnak papírmunkát, ezért kiteszik az autóból, hogy menjen, ahova akar. Behran visszamegy Neluhoz. Annak ellenére, hogy a két férfi nem érti egymást, barátság szövődik közöttük. Nelu végül újra átviszi Magyarországra a bevándorlót.
|  | Itt a vége a cselekmény részletezésének! |

## Szereposztás
| Szereplő | Színész        |
| -------- | -------------- |
| Nelu     | Hatházi András |
| Behran   | Yilmaz Yalcin  |
| Florica  | Elvira Rimbu   |

## Díjak, jelölések
- Locarnói Nemzetközi Filmfesztivál (2010)
  - díj:  A zsűri különdíja